# Paco Bienzobas
Francisco Bienzobas Ocáriz, dit Paco Bienzobas, est un footballeur espagnol et arbitre de football né le 26 mars 1909 à Saint-Sébastien (Espagne) et mort le 30 avril 1981. Il a évolué au poste d'attaquant. 

## Carrière
- 1921 - 1926 : Unión Deportiva de San Sebastián -  Espagne
- 1926 - 1931 : Real Sociedad -  Espagne
- 1931 - 1934 : Donostia FC -  Espagne
- 1934 - 1940 : Osasuna Pampelune -  Espagne
- 1940 - 1942 : Real Sociedad -  Espagne

## Palmarès
- Pichichi en 1929 avec la Real Sociedad (14 buts)